# Ácido arsénico
El ácido arsénico o arseniato de hidrógeno como también se le conoce a este compuesto, (H3AsO4) es la forma ácida del ion arseniato, AsO43−, un anión trivalente en el que el arsénico presenta un estado de oxidación de +5. Químicamente, los arseniatos se comportan de un modo similar a los fosfatos.
Existe otro compuesto derivado de este que es el ácido arsenioso o arsenito de hidrógeno.

## Obtención
El ácido arsénico se obtiene cuando el óxido de arsénico (V) reacciona con el agua:
{\displaystyle \mathrm {As_{2}O_{5}+3\ H_{2}O\rightleftharpoons 2\ H_{3}AsO_{4}} }

## Aplicaciones
El ácido arsénico se usa en el tratamiento de madera, en la fabricación de colorantes y de compuestos orgánicos de arsénico y como esterilizante del suelo. Por otra parte, los compuestos de arsénico se usaron en los inicios del siglo XX para el control de plagas en cultivos (herbicida, insecticida) y rodenticida, especialmente en los Estados Unidos.

## Especiación
El estado de oxidación del arsénico, y por tanto su movilidad, están controlados fundamentalmente por las condiciones redox (potencial redox, Eh) y el pH. Como aproximación, y sin tener en cuenta otros factores como contenido en materia orgánica, en condiciones oxidantes, el estado As(V) predomina sobre As(III), encontrándose fundamentalmente como {\displaystyle {\ce {H2AsO4-}}} a valores de pH bajos (inferiores a 6,9), mientras que a pH más alto, la especie dominante es HAsO42- (en condiciones de extrema acidez, la especie dominante será H3AsO40, mientras que en condiciones de extrema basicidad, la especie dominante será AsO43-). En condiciones reductoras a pH inferior a 9.2, predominará la especie neutra.
El ácido arsénico se presenta en cuatro especies de acuerdo a los siguientes equilibrios de disociación:

{\displaystyle \mathrm {H_{3}AsO_{4}\rightleftharpoons \ H_{2}AsO_{4}^{-}\ +\ H^{+}\ ;\ log\ k=-2,24} }
{\displaystyle \mathrm {H_{2}AsO_{4}^{-}\rightleftharpoons \ HAsO_{4}^{2-}\ +\ H^{+}\ ;\ log\ k=-6,96} }
{\displaystyle \mathrm {HAsO_{4}^{2-}\rightleftharpoons \ AsO_{4}^{3-}\ +\ H^{+}\ ;\ log\ k=-11,50} }

### Arsénico (III)
H3AsO3 = H2AsO3- + H+ 
Log k = -9.15
H3AsO3 = HAsO3-2 + 2H+
Log k = -23.85
H3AsO3 = AsO3-3 + 3H+
Log k = -39.55

#### Diagrama pE vs pH
H3AsO3 + H2O = H3AsO4 + 2H+ + 2e-
Log k = -18.897